# Eugeniu Cebotaru

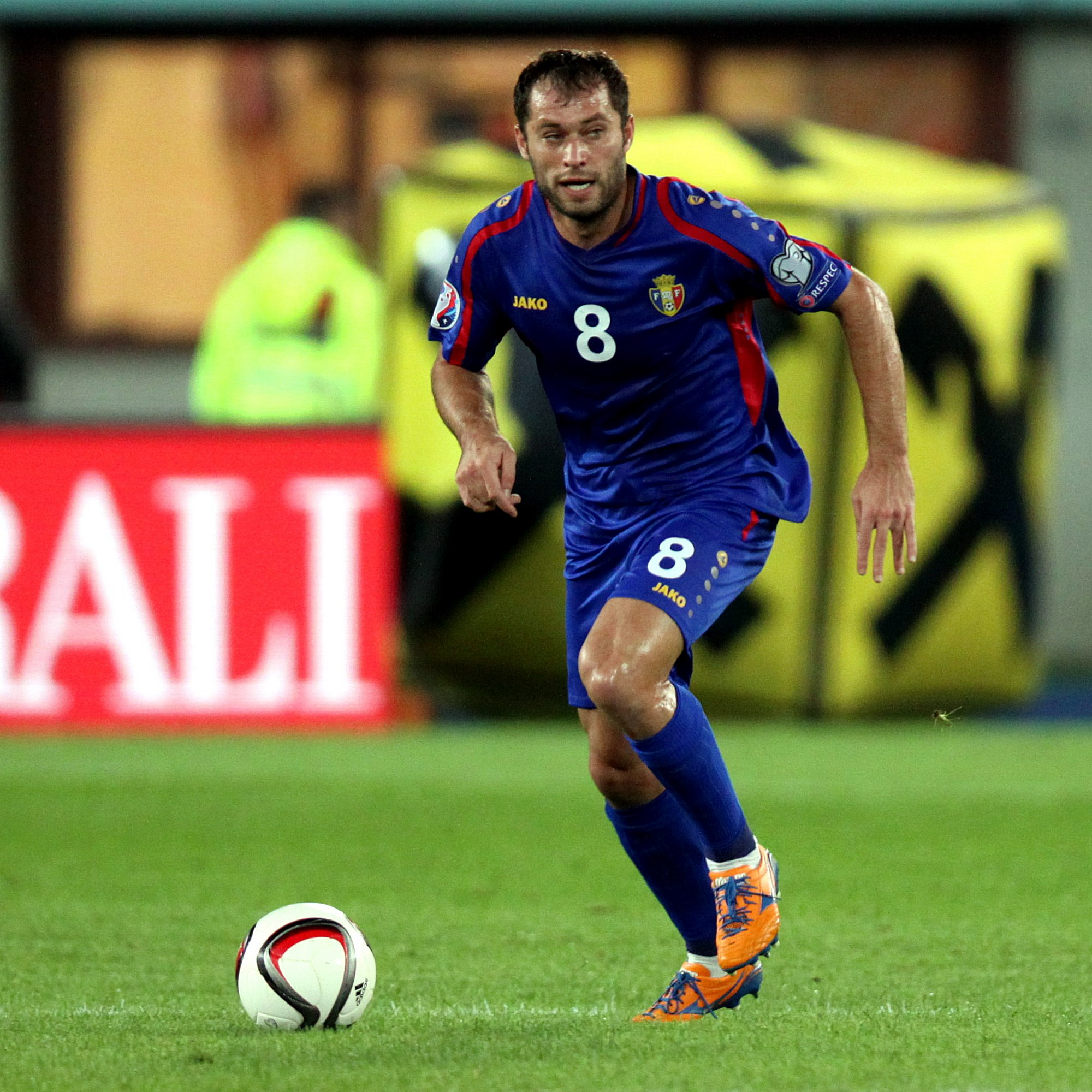

Eugeniu Cebotaru (n. 16 octombrie 1984, Chișinău, RSS Moldovenească, URSS) este un fotbalist moldovean retras din activitate, care a jucat pe post de mijlocaș la echipe ca Ceahlăul, Novosibirsk și Spartak Nalchik. Pe plan internațional, are prezențe la națională pentru Republica Moldova.